# Elecciones a las Cortes Valencianas de 1983
Las elecciones a las Cortes Valencianas de 1983 se celebraron el 8 de mayo y fueron las primeras elecciones autonómicas de la Comunidad Valenciana. El ganador fue el Partit Socialista del País Valencià con mayoría absoluta y fue investido presidente de la Generalidad Valenciana Joan Lerma, el cual ya era presidente provisional por el resultado de las elecciones generales de 1982.

## Disolución de las Cortes preautonómicas y convocatoria de elecciones
El artículo 23.4 del Estatuto de Autonomía de la Comunidad Valenciana de 1982 establece que la disolución y convocatoria de nuevas elecciones a las Cortes Valencianas se debe realizar por medio de un decreto del presidente de la Generalidad, el cual entrará en vigor el día de su publicación en el Diario Oficial de la Generalitat Valenciana (DOGV). Estas elecciones, por ser las primeras del periodo autonómico, se regularon por lo dispuesto en el Estatuto de Autonomía y por la normativa que se aplicaba para las elecciones generales.
De este modo, las elecciones fueron convocadas el 10 de marzo de 1983, tras publicarse en el DOGV el «Decreto 29/1983, del Consell de la Generalidad Valenciana, por el que se convocan elecciones a las Cortes Valencianas», firmado el mismo día por el presidente de la Generalidad Valenciana Joan Lerma, previa deliberación del Consejo de la Generalidad Valenciana. En el decreto, se disolvían las Cortes Valencianas en su periodo transitorio constituidas al amparo de la disposición transitoria tercera del Estatuto de Autonomía de la Comunidad Valenciana de 1982, se convocaban elecciones autonómicas para el día 8 de mayo de 1983 y se establecía el número de diputados a elegir en cada circunscripción electoral, sumando un total de 89:
- Circunscripción electoral de Alicante: 29 diputados.
- Circunscripción electoral de Castellón: 25 diputados.
- Circunscripción electoral de Valencia: 35 diputados.

Además, se fijaba una barrera electoral del 5% de votos, la normativa que regularía el proceso, la fecha y hora a la que los diputados electos se deberían acreditar ante las Cortes Valencianas (7 de junio de 1983 a las 12 horas) y la fecha y hora de la sesión constitutiva de las nuevas Cortes Valencianas (7 de junio de 1983 a las 17 horas), la cual se produciría en el Salón de Cortes del Palacio de la Generalidad Valenciana de Valencia. Además, el decreto también establecía que, una vez finalizado el escrutinio, cada mesa electoral debía transmitir, a efectos informativos y desde la oficina de telégrafos más próxima, el contenido de la certificación del escrutinio a la Consejería de Gobernación, a la Junta Electoral Provincial y al Gobernador Civil, con acuse de recibo.

## Candidaturas

### Candidaturas que obtuvieron representación en las elecciones generales de 1982
En la columna de la izquierda se muestran las candidaturas ordenadas según el número de escaños que tuvieron en las elecciones generales de 1982 y en la columna de la derecha aparecen las candidaturas nuevas y las que no obtuvieron representación parlamentaria en dichas elecciones. Se toman en cuenta los resultados de este proceso electoral debido a que fue el último que se celebró antes de estas elecciones, las cuales fueron las primeras elecciones autonómicas de la Comunidad Valenciana tras la promulgación de su Estatuto de Autonomía:
| Candidatura | Candidatura                                                              | Integrantes                                        | Candidato/a  | Candidato/a                  |
| ----------- | ------------------------------------------------------------------------ | -------------------------------------------------- | ------------ | ---------------------------- |
|             | Partido Socialista Obrero Español                                        | PSPV-PSOE                                          |              | Joan Lerma (Presidente e.f.) |
|             | Alianza Popular-Partido Demócrata Popular-Unión Liberal-Unión Valenciana | Alianza Popular PDP Unión Liberal Unión Valenciana | Manuel Giner | Manuel Giner                 |

### Resto de candidaturas
A continuación, se muestra un listado con todas las candidaturas proclamadas por la Junta Electoral de la Comunidad Valenciana ordenadas alfabéticamente, junto con los candidatos de cada provincia. En negrita se resalta el candidato o la candidata a la presidencia de la Generalidad Valenciana en aquellos casos en que se haya comunicado.
|                                                    | Centro Democrático y Social (CDS)                                       | Fernando Fajardo Sánchez-Serrano | Luis Adolfo Balada Ortega  | José Chornet Ricart         |
|                                                    | Coalición de Lucha Popular (CLP)                                        | Ricardo Piñol Soler              |                            | Juan Gómez Peñalva          |
|                                                    | Esquerra Nacionalista Valenciana-Unión Regional Valencianista (ENV-URV) |                                  |                            | Ximo Díez Pérez             |
|                                                    | Organización Independiente Valenciana (OIV)                             |                                  | Xavier Mateu Bertomeu Blay | Daniel González Tregón      |
|                                                    | Partido Comunista Obrero Español (PCOE)                                 |                                  |                            | Fernando Ferraz Pumades     |
|                                                    | Partido Demócrata Liberal (PDL)                                         | Luis Carlos Amérigo Asín         | Enrique Monsonís Domingo   | Federico Moreno Lorca       |
|                                                    | Partido Socialista de los Trabajadores (PST)                            | María del Carmen Pérez Michó     |                            | Álvaro María Martínez Muñoz |
|                                                    | PCE-Partido Comunista del País Valenciano (PCE-PCPV)                    | Alfredo Botella Vicent           | Vicente Zaragoza Meseguer  | José Galán Peláez           |
|                                                    | Unitat del Poble Valencià (UPV)                                         | Carles Mulet Grimalt             | Vicente Pitarch Almela     | Isidoro Balaguer Sanchis    |
| Fuente: Junta Electoral de la Comunidad Valenciana |                                                                         |                                  |                            |                             |

## Sondeos
| Sondeo                                                                                  | Sondeo     | PSPV-PSOE | AP-PDP-UL-UV | PCE   | CDS   | Diferencia |      |      |      |      |      |
| Sondeo                                                                                  | Sondeo     | 1982      | 1982         | 1982  | 1982  | 1982       | 1982 | 1982 | 1982 | 1982 | 1982 |
| --------------------------------------------------------------------------------------- | ---------- | --------- | ------------ | ----- | ----- | ---------- | ---- | ---- | ---- | ---- | ---- |
| Elecciones generales de 1982                                                            | Porcentaje | 53,11%    | 29,12%       | 4,65% | 2,46% | 23,99 pp   |      |      |      |      |      |
| Elecciones generales de 1982                                                            | Escaños    | 19        | 10           | 0     | 0     | 9          |      |      |      |      |      |
| 1983                                                                                    |            |           |              |       |       |            |      |      |      |      |      |
| Sofemasa/El País Fecha toma de datos: del 23 al 26 de abril de 1983                     | Porcentaje | -         | -            | -     | -     | -          |      |      |      |      |      |
| Sofemasa/El País Fecha toma de datos: del 23 al 26 de abril de 1983                     | Escaños    | 62-67     | 23-26        | 21    | 8     | 39-41      |      |      |      |      |      |
| Elecciones a las Cortes Valencianas de 1983 Fecha toma de datos: 23.04 al 26.04 de 1983 | Porcentaje | 51,77%    | 32,11%       | 7,51% | 1,90% | 19,66 pp   |      |      |      |      |      |
| Elecciones a las Cortes Valencianas de 1983 Fecha toma de datos: 23.04 al 26.04 de 1983 | Escaños    | 51        | 32           | 6     | 0     | 19         |      |      |      |      |      |

## Resultados

### Autonómico
|  | 51,77 % |

|  | 32,11 % |

|  | 7,51 % |

|  | 3,09 % |

|  | 1,90 % |

|  | 1,57 % |

|  | 0,66 % |

|  | 0,54 % |

|  | 0,40 % |

|  | 0,31 % |

|  | 0,14 % |

|  | 0,68 % |

|  | 72,74 % |

### Resultado por provincias
|  | 70,72 % |

|  | 74,80 % |

|  | 73,39 % |

### Diputados electos
Tras estos resultados, la Junta Electoral de la Comunidad Valenciana proclamó como diputados de las Cortes Valencianas para la legislatura 1983-1987 a los siguientes candidatos:
| [Elecciones a las Cortes Valencianas de 1983 Diputados electos | [Elecciones a las Cortes Valencianas de 1983 Diputados electos | [Elecciones a las Cortes Valencianas de 1983 Diputados electos | [Elecciones a las Cortes Valencianas de 1983 Diputados electos | [Elecciones a las Cortes Valencianas de 1983 Diputados electos |
| Candidatura                                                    | Candidatura                                                    | Alicante | Castellón | Valencia |
| -------------------------------------------------------------- | -------------------------------------------------------------- | --- | --- | --- |
|                                                                | PSPV-PSOE (51 diputados)                                       | 1. Antonio García Miralles 2. Alberto Javier Pérez Ferre 3. Ángel Luna González 4. Emilio Soler Pascual 5. Francisco Rodríguez Valderrama 6. Juan Bautista Pastor Marco 7. María Dolores Marcos González 8. Manuel Adriano Arabid Cantos 9. Enrique Louis Rampa 10. José Asensi Sabater 11. Hermenegildo Rodríguez Pérez 12. Miguel Antonio Millana Sansaturio 13. Luis Gabriel Torregrosa Mira 14. Ramón Berenguer Prieto 15. Joaquín Fuster Pérez 16. Emilio José Álvarez Landete 17. José Luis Gomis Gavilán | 1. Felipe Guardiola Sellés 2. Ernesto Fenollosa Ten 3. Juan Callao Capdevila 4. Miguel López Muñoz 5. Félix Rodríguez Velasco 6. Alfredo Roé Justiniano 7. Agapito Martínez Ansuátegui 8. Joaquín Nebot Monzonís 9. Joaquim Francesc Puig Ferrer 10. José Rubio Segarra 11. Ricardo Núñez Martín 12. Gonzalo Centelles Nebot 13. Jaime López Granell 14. Juan Sanchordi Pitarch | 1. Joan Lerma Blasco 2. Cipriano Jesús Ciscar Casabán 3. Segundo Bru Parra 4. Leandro Picher Buenaventura 5. María Antonia de Armengol Criado 6. Antonio Cebrián Ferrer 7. Rafael Blasco Castany 8. Luis Font de Mora Montesinos 9. Fernando Vidal Gil 10. Josefa Frau Ribes 11. Vicent Enric Soler Marco 12. Víctor Fuentes Prósper 13. Juan Andrés Perelló Rodríguez 14. Rafael Recuenco Montero 15. José León Bonacho 16. Joan Calabuig Rull 17. Luis Peiró Roselló 18. José Francisco Peris Almiñana 19. Antonio Salazar Cifre 20. Julio Millet España |
|                                                                | AP-PDP-ULUV (32 diputados)                                     | 1. José Cholbi Diego 2. Joaquín Galant Ruiz 3. Antonio Martínez Serrano 4. Rafael Maluenda Verdú 5. Antonio García Agredas 6. Antonio Alonso Gutiérrez 7. Enrique Ferré Sampere 8. Vicente Pérez Devesa 9. Joaquín Santo Matas 10. Joaquín Vidal Negre | 1. José Tovar Vicente 2. Joaquín Farnós Gauchía 3. Daniel Ansuátegui Ramo 4. José Antonio Bandrés Salvador 5. José Murria Arnau 6. Salvador Llácer Baixaulí 7. Francisco Martínez Clausich 8. Vicente Navarro Viciedo 9. José Vives Borrás 10. José Jaime Fernández Campello | 1. Manuel Giner Miralles 2. José Rafael García-Fuster y González Alegre 3. Xavier Casp Vercher 4. María Rita Barberá Nolla 5. Carlos Albelda Climent 6. Fernando José Martínez Roda 7. José María de Andrés Ferrando 8. María José Sansegundo Fortea 9. Salvador Sanchis Perales 10. Manuel Campillo Martínez 11. Juan Marco Molines 12. Joaquín Martín Mínguez |
|                                                                | PCE-PCPV (6 diputados)                                         | 1. Alfredo Alfonso Botella Vicent 2. Manuel Martínez Lledó | 1. Vicente Zaragozá Messeguer | 1. José Galán Peláez 2. Vicente Gómez Chirivella 3. Antonio Palomares Vinuesa |
| Fuente: Cortes Valencianas                                     |                                                                | | | |

## Investidura del presidente de la Generalidad
| Resultado de la votación de investidura del presidente de la Generalidad Valenciana |                                                        |      |           |             |      |       |
| Candidato                                                                           | Fecha                                                  | Voto | PSPV-PSOE | AP-PDP-ULUV | PCPV | Total |
| Joan Lerma (PSPV-PSOE)                                                              | 6 de junio de 1983 Mayoría requerida: absoluta (45/89) | Sí   | 51        |             |      | 51/89 |
| Joan Lerma (PSPV-PSOE)                                                              | 6 de junio de 1983 Mayoría requerida: absoluta (45/89) | No   |           | 32          |      | 32/89 |
| Joan Lerma (PSPV-PSOE)                                                              | 6 de junio de 1983 Mayoría requerida: absoluta (45/89) | Abs. |           |             | 6    | 6/89  |
| Fuente: Cortes Valencianas                                                          |                                                        |      |           |             |      |       |